# Yrsa (kreaturfærge)
Yrsa er en kreaturfærge bygget til transport af dyr, materialer og maskiner til øerne i det Sydfynske Øhav.
 Den ejes af Langeland Kommune. Kreaturfærgen er navngivet efter den berømt ko "Yrsa" fra Birkholm. Jerseykoen blev 28 år og måske Danmarks ældste ko. Den blev født på Strynø, hvor kreaturfærgen Yrsa i dag har hjemsted.
Danmark har forpligtet sig til at sikre, at Øhavets typiske arter og naturtyper trives, og dermed også vil kunne opleves af næste generationer. Strandengene i Øhavet har været udnyttet intensivt i generationer til græsning af kreaturer og får. Græsningen giver gode vilkår for de blomsterplanter, kystfugle, frøer og tudser, der lever i det salte miljø på strandengen.
I dag er der dårlig økonomi i afgræsningen, og den er derfor næsten ophørt på en række småøer og holme. Problemer med transport af dyrene er en af årsagerne til den manglende afgræsning. I 2004 investerede det tidligere Fyns Amt i kreaturfærgen Yrsa for at gøre det lettere at få dyr ud på de små ubeboede øer og holme i Øhavet.